# Lucien Jottrand

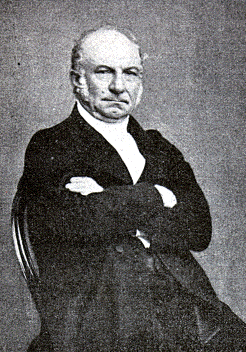
Lucien Jottrand

Lucien Leopold Joseph Jottrand (Genepiën, 31 januari 1804 – Sint-Joost-ten-Node, 17 december 1877) was een Belgisch advocaat, politicus, flamingant en Heel-Nederlander.

## Levensloop
Jottrand, zoon van een notaris, volbracht zijn middelbare studies in het Nederlands in Vilvoorde en promoveerde in 1825 tot doctor in de rechten aan de Université de Liège, waar hij onder meer de invloed onderging van de Nederlandse hoogleraar Johannes Kinker. Hij werd advocaat aan de balie in Brussel, waar hij ook in het Nederlands pleitte.
Aanvankelijk was Jottrand loyaal tegenover het Verenigd Koninkrijk der Nederlanden, maar werd geleidelijk kritischer wegens het autoritaire bewind van Willem I.
Vanaf 1826 was hij redacteur van het oppositiedagblad Courrier des Pays-Bas, dat hij in 1832 als eigenaar en hoofdredacteur overnam onder de naam Courrier Belge. Tijdens de Belgische Revolutie in 1830 ontwierp Jottrand samen met Edouard Ducpétiaux de latere Belgische vlag ter vervanging van de Franse driekleur die gebruikt werd door Fransgezinde revolutionairen.
Hij was lid van de Société des Douze.

## Nationaal Congres
Einde oktober 1830 werd hij lid van het Nationaal Congres. Hij was pas als vijfde opvolger verkozen, maar door het weigeren zowel van een effectief verkozene als van vier opvolgers, kwam hij al vanaf 15 november in het Congres. Met zijn 125 kortere of langere tussenkomsten was hij de derde meest actieve deelnemer aan de debatten in openbare zitting.
Op zijn aandringen werd de taalvrijheid in de Grondwet opgenomen, waardoor het mogelijk werd de alleenheerschappij van het Frans te doorbreken.
Jottrand gaf zijn goedkeuring aan de onafhankelijkheidsverklaring en stemde voor de eeuwigdurende uitsluiting van de Nassaus. Tijdens de eerste stemronden voor een staatshoofd gaf hij zijn stem aan de hertog van Leuchtenberg en later op de maand aan Surlet de Chokier als regent. Hij was een van de 45 Congresleden die hun stem niet gaven aan Leopold van Saksen Coburg: Onder de huidige omstandigheden ben ik tegen een onmiddellijke verkiezing zo verklaarde hij. Hij stemde ook tegen de aanvaarding van het Verdrag der XVIII artikelen.
Na de ontbinding van het Nationaal Congres in juli 1831 wees Jottrand een verdere parlementaire loopbaan af. Hij meende buiten het parlement consequenter te kunnen strijden voor zijn politieke en sociale ideeën.

## Cultuurflamingant
Van bij de oprichting in 1842 was Jottrand sympathisant van het Nederduitsch Tael- en Letterkundig Genootschap. Vanaf 1850 was hijzelf lid van de progressief-liberale toneelvereniging De Morgenstar.
Jottrand leverde in 1844 de helft van het startkapitaal voor de krant Vlaemsch België, maar het blad werd nog binnen het jaar opgedoekt. In 1847 stichtte hij het dagblad Débat social. Hij correspondeerde met Karl Marx, wiens bijdragen in de Neue Rheinische Zeitung hem wisten te bekoren.
Tussen 1855 en 1861 zetelde hij in de gemeenteraad van Sint-Joost-ten-Node.
In 1856 werd hij de eerste voorzitter van de Vlaamse Grievencommissie die in dat jaar door koning Leopold I was opgericht. De indrukwekkende klachtenbundel die de commissie had opgemaakt werd in 1857 echter door eerste minister Charles Rogier afgewezen.
Jottrand was lid van verschillende Vlaamsgezinde drukkingsgroepen: vanaf 1858 was hij lid van Vlamingen vooruit en vanaf 1861 lid van het Centraal Bureau van het Vlaemsch Verbond.
In 1872 riep hij op om een Vlaamse eenheidslijst in te dienen voor de parlementsverkiezingen. Het jaar daarop werd mede door zijn inspanningen een Vlaamse landdag gehouden te Brussel met tienduizend aanwezigen. Ook de eerste taalwet, de zogenaamde Gelijkheidswet of Wet Coremans, ontstond onder zijn invloed.
Verder speelde hij een rol in het Vlaams theaterleven te Brussel en steunde hij Jacob Kats bij het streven naar Nederlandstalig toneel in de hoofdstad.
Zijn zoon Gustave Jottrand was eveneens een Vlaamsgezind politicus. Hij was van 1870 tot 1884 schepen van de stad Brussel en van 1870 tot 1884 lid van de Kamer van volksvertegenwoordigers.

## Politieke ideeën
Jottrand evolueerde van Belgisch patriot naar een progressief democratische flamingant. Hij omschreef zichzelf als een "Nederlandschen Wael" en nam een aparte plaats op in de Vlaamse Beweging door zijn pleidooi voor een federaal Nederlands rijk dat ook Walen en Luxemburgers zou omvatten. Hij was hiermee een voorloper van de Bourgondische gedachte van Joris van Severen. Jottrand vormt een schakel in de evolutie van de Vlaamse Beweging van een culturele naar een politieke beweging. "Nederlands" was voor hem eerder een staatkundig concept dan een taalkundig of etnisch begrip. Decentralisatie en gelijkberechtiging van de verschillende bevolkingsgroepen waren daarbij van groot belang.
Jottrand was een sociaalvoelend liberaal en stond in contact met vertegenwoordigers van het vroege socialisme. Verder was hij republikein en pleitbezorger voor het Algemeen Stemrecht.

## Werken
Jottrand schreef vele overwegend Franstalige maar ook Nederlandstalige werken over recht, staatswetenschappen, geschiedenis, geologie en taalwetenschappen. Enkele van zijn werken:
- Beschrijving van de Betoging en het Banket van den 25 April 1859 ter eere der Vlaemsche taelcommissie (1859)
- La question Flamande (1865)
- Nederduitsche gewrochten van den Nederlandschen Wael L. Jottrand (1872)